# 蘭德氏管竺鯛
蘭德氏管竺鯛（學名：Siphamia randalli），又稱蘭德氏管天竺鯛，為輻鰭魚綱鈎頭魚目天竺鯛科管竺鯛屬下的一個種，分布於太平洋法屬玻里尼西亞和庫克群島海域，深度0至30公尺，本魚體橢圓，體稍側扁，頭大、眼大、口大且斜裂，頜齒細小，鋤骨和腭骨通常具齒，舌上無齒，體被弱櫛鱗，前鰓蓋骨具鋸齒，舌頭兩側具有發光器官，體灰褐色，腹部銀白色，體側中央有一條銀色縱帶，背部具有許多黑色細點，背鰭2個，尾鰭叉形，背鰭硬棘8枚、背鰭軟條9枚、臀鰭硬棘2枚、臀鰭軟條8枚，體長可達2.9公分，棲息在底中層水域，屬肉食性，繁殖期時，雄魚具有口孵習性，卵約7日化成仔魚，由雄魚吐出，具短暫的仔魚飄浮期，生活習性不明。